# Leopold Andree (inženir)
Leopold Andrée mlajši, slovenski inženir elektrotehnike, strojnik * 20. december 1910, Ljubljana, † 5. avgust 1992, Ljubljana.
Znanstveno-raziskovalno je deloval na področju parnih kotlov in kakovosti zgorevanja.

## Življenjepis
Osnovno šolo je končal v Novem mestu (1916–20) in nato v letih 1920–1928 obiskoval realko v Ljubljani. Diplomiral je leta 1935 na elektrotehniškem oddelku ljubljanske Tehniške fakultete.
V letih 1936–1938 je bil zaposlen na elektrotehniškem inštitutu v Ljubljani in od 1938–1945 je bil asistent na Tehniški fakulteti. Takoj po koncu druge svetovne vojne je bil delegat ministrstva za industrijo in rudarstvo v tovarni Titan, nato pa je bil leta 1946 imenovan za docenta na Fakulteti za strojništvo oz. Tehniške fakultete. Leta 1962 je napredoval v rednega profesorja na fakulteti, v letih 1966−1967 je bil tudi dekan.
Ima priznana dva patenta. Med drugim je prejel nagrado Sklada Borisa Kidriča (1959) in red dela z zlatim vencem.